# 諏訪神社 (瑞浪市土岐町)
諏訪神社（すわじんじゃ）は、岐阜県瑞浪市土岐町鶴城に鎮座する神社(旧村社)。

## 祭神
- 南方刀美神（みなかたとみのかみ）
- 八坂刀売神（やとかとめのかみ）

## 例祭
10月第2日曜日

## 概要
創建時期は不明である。
平安時代に編纂された美濃国神名帳の土岐郡の項に「従五位下神野大神」と記されていることから、少なくても10世紀以前に、天神を祭神とする神野明神が創建された。
永禄3年(1560年)に造られた金銅仏がある。
永禄8年(1565年)1月、鶴ヶ城主の延友三郎兵衛尉信光が、信濃国の諏訪大社より、鶴ヶ城の隣地で現在地より100mほど東の猪野洞に勧請した。当時の棟札が残っている。
正保年間(1644～1648年)に、古くからあった神野明神を同じ境内とした。
その後、延宝年間(1673～1681年)に現在地である天神の森へ遷座し、土岐村の氏神と仰がれた。
明治6年(1873年)1月13日に郷社に列した。

## 笹踊り
毎年10月の第2日曜日に行われる秋の例祭「笹踊り」が、諏訪神社に奉納される。
笹踊りは雨乞い踊りの伝承によるもので、諏訪神社の奉納神楽として江戸時代中期が最も盛んであった。
伊勢信仰の影響を受けて、二見浦や伊勢神宮の風物詩が唄われている。
例祭当日には、男子は白の狩衣に風折れ烏帽子を被って、白い鼻緒の草履を履き、女子は青白の振袖に一文字笠をかぶり、赤い鼻緒の草履を履く。
そして、男女とも扇子と笹の小枝を持ち、地方と呼ばれる伴奏者の拍子木と唄に合わせて踊る。
笹踊の踊手は十人で衣装は、男子は白の狩衣に風折れ烏帽子をかぶり、白い鼻緒の草履を履き、
女子は青白の振袖に一文字笠をかぶり、赤い鼻緒の草履を履く。そして、男女とも扇子と笹の小枝を持ち、地方の拍子木と唄に合わせて踊る。
奏者は、太鼓は1つ（1人）、笛は2本（2人）、拍子木は1つ（1人）、唄方は2人である。
この神楽は明治維新の頃から中絶していたが、日露戦争の戦勝祝賀として、村の若衆によって復興された。
昭和52年（1977年）に瑞浪市の無形民俗文化財に指定された。

## 境内社
- 天神社　(神野明神/高野明神)　祭神:菅原道真

## 交通アクセス
- 瑞浪市コミュニティバス土岐線・日吉線「鶴城」バス停より徒歩で約5分。